# Audiodeskription

Hörfilm-Symbol für Filme mit Audiodeskription: Das Logo zeigt ein abstrahiertes durchgestrichenes Auge

Audiodeskription, auch als akustische Bildbeschreibung oder seltener als Audiokommentierung bezeichnet, ist ein Verfahren, das blinden und sehbehinderten Menschen ermöglichen soll, visuelle Vorgänge besser wahrnehmen zu können. Dabei wird die Handlung mit einem akustischen Kommentar versehen, um sie für das Publikum erfassbar zu machen. Dies kann durchaus auch ohne derartige Einschränkungen hilfreich sein. Autistischen Menschen, die aufgrund von Gesichtsblindheit oft die handelnden Charaktere miteinander verwechseln und damit bei Spielfilmen leicht den Roten Faden verlieren, ist die Audiodeskription eine gute Hilfe.
Bei Filmen und in Fernsehsendungen ergänzt die Audiodeskription die Untertitelung oder Übersetzung in Gebärdensprache für Gehörlose. Diese Versionen werden dann als Hörfassung und die entsprechenden Filme auch als Hörfilm bezeichnet. Weitere Einsatzgebiete der Audiodeskription sind: Schauspiel und Musiktheater, touristische Angebote wie Stadtführungen, Naturerlebnispfade und Live-Sportereignisse.
Der Begriff wird abweichend von diesem Begriffsverständnis auch in Museen verwendet, in denen die Besucher durch einen im Vorhinein aufgezeichneten Audiokommentar nähere Informationen zu den gezeigten Exponaten erhalten können.

## Hörfilm
„Das Augenpaar eines Mannes. Er sieht nach links, nach rechts, geradeaus. Um sein rechtes Auge schließt sich ein Fadenkreuz. Das Fadenkreuz reißt auf. Die verschwommene Silhouette eines Mannes. Er hält sich die Hände schützend vors Gesicht. Rennende Beine auf nassem Asphalt. Weiße Linien formieren sich zu einem Fingerabdruck. Tatort.“

In Hörfilmen, wie im Vorspann zur ARD-Serie Tatort, besteht das Ziel der Beschreibung darin, aus der Fülle von visuellen Informationen eine sinnvolle Auswahl zu treffen, diese sprachlich genau zu fixieren und den Text in die Dialog- oder Gesangspausen einzupassen. Die beschreibenden Texte konzentrieren sich vor allem auf Elemente wie etwa die Schauplätze, das Aussehen der handelnden Personen, Mimik und Gestik. Dabei soll die Atmosphäre einer Szene unbeschadet bleiben, daher müssen die Kommentare möglichst kurz sein. Besondere Beachtung finden spezielle Gestaltungsmittel und -effekte oder Passagen, bei denen der Originalton nicht synchronisiert, sondern nur untertitelt wurde.
Die Filmbeschreibungen werden von erfahrenen Autoren erarbeitet. Die Filmbeschreiber arbeiten entweder allein oder im Team mit einem sehenden und einem blinden Autor. Die Kosten für die Produktion eines 90-minütigen Hörfilms belaufen sich auf ca. 5000 Euro.
Derartige Filmbeschreibungen werden für Fernsehausstrahlungen und teilweise auch für Kinofilme angeboten, wo sie z. B. über eine App wie Greta des Berliner Entwicklers Greta & Starks genutzt werden können. Daneben sind oft DVDs und Blu-rays erhältlich, die neben der Originaltonfassung eine akustische Bildbeschreibung enthalten. Einen umfassenden Überblick über die in Deutschland verfügbaren Hörfilme bietet die Hörfilmdatenbank des Hörfilm e. V., der Vereinigung der deutschen Filmbeschreiber.

## Hörfilme im Fernsehen
Am 11. Oktober 1993 strahlte das ZDF mit Eine unheilige Liebe in Deutschland erstmals einen Hörfilm aus. Der ORF folgte im Jahr 2004 und sendete als ersten Hörfilm eine Folge der Krimiserie Der Alte.
Bis zur Digitalisierung des Fernsehempfangs wurden Hörfilme noch mit Hilfe des Zweikanaltons ausgestrahlt. Dies hatte zur Folge, dass derartige Filme nur mono gesendet werden konnten (z. B. Hörfilmton links, „normaler“ Ton rechts). Dies war eine technisch unbefriedigende Lösung, da viele Zuschauer ihr Fernsehgerät nicht so einstellen konnten, dass nur einer der beiden Tonkanäle zu hören war. Bei manchen Fernsehern fehlte diese Option ganz.
Abgesehen von derlei technischen Schwierigkeiten standen auch andere Probleme der Verbreitung von Hörfilmen im Weg, etwa der produktionstechnische Aufwand und nicht vorhandene Finanzen der Sender. Auch die Frage wie viele Blinde und Sehbehinderte überhaupt in der Lage sind, Audiodeskriptionen zu empfangen, spielte eine Rolle. Beispielsweise war (und ist) es bei analogen Kabelnetzen von deren Betreibern abhängig, ob mehrere Tonspuren eingespeist werden oder nicht. Auch beim Antennen- und Satellitenfernsehen waren nicht alle Ausstrahlungen einheitlich.
Nach der Digitalisierung findet man die Audiodeskriptionen heute in der Regel auf einer zweiten (eigenen) Stereotonspur. Über die Tonspur 1 wird der Originalfilmton empfangen, auf der Tonspur 2 ist die Mischung aus Originalfilmton und Bildbeschreibung zu hören (auf der Tonspur wird der Ton zum Beispiel in Dolby Digital Codierung übertragen). Bei digitalem Empfang wird die Tonspur am Empfänger (DVB-T, DVB-S oder DVB-C)
eingestellt.
Seit dem 1. Mai 2013 gelten bei der Filmförderungsanstalt neue Richtlinien. Seither werden in Deutschland ausschließlich barrierefreie Filme gefördert, die mit Audiodeskription für blinde und sehbehinderte Menschen sowie mit Untertitelung für hörgeschädigte Menschen ausgestattet sind. Auch die öffentlich-rechtlichen Sender der Schweiz und Österreichs haben ihre Bemühungen rund um die Realisierung von Audiodeskriptionen verstärkt.

## Produktion der Hörfilme (Audiodeskription)
Bezüglich der Produktion gibt es verschiedene Vorgangsweisen, so erstellt der Bayerische Rundfunk oder der Westdeutsche Rundfunk seine Hörfilme selbst, andere Sender beauftragen Agenturen, Synchronstudios oder die Deutsche Hörfilm gGmbH, ein Tochterunternehmen des DBSV.
Die schweizerische SRG hat sich dazu verpflichtet, pro Sprachregion und Jahr mindestens 24 Hörfilme auszustrahlen. Im Jahr 2014 wurde diese Maßgabe in den drei Sendesprachen deutlich überschritten, z. B. mit 112 Audiodeskriptionen im SRF-Programm.
Eine eigene Produktion besteht nicht. Die gesendeten Audiodeskriptionen werden aus Deutschland und Österreich übernommen.
Zwar wurde Sat.1 im Jahr 2003 der deutsche Hörfilmpreis verliehen, weil der Sender die Audiodeskription zu La Strada – Das Lied der Straße finanziert hatte, ansonsten strahlt das Privatfernsehen im deutschsprachigen Raum jedoch keine Bildbeschreibungen aus, teils mit der Begründung, dass dies technisch nicht möglich sei.
International ist die Verbreitung von Hörfilmen sehr unterschiedlich ausgeprägt, so versucht die BBC mit Audiodeskriptionen ihr Programm
für Behinderte attraktiver zu machen und verfügt dementsprechend mittlerweile über ein großes Angebot an derartig bearbeiteten Serien. Diese Sendungen
können seit einiger Zeit von britischen Internetnutzern über den sogenannten „BBC iPlayer“ angesehen werden. Nach eigener Aussage ist die BBC damit
der erste Fernsehsender der Welt, der seine Hörfilminhalte im Internet verfügbar macht.

### Liste der Sendungen
Unter anderem werden folgende regelmäßige Sendungen deutschsprachiger Sender mit akustischer Bildbeschreibung angeboten:
- 37 Grad
- Abenteuer Erde
- Dahoam is Dahoam
- Damals war’s (MDR)
- Der Landarzt
- Die Bergretter
- Die Rosenheim-Cops
- Die Sendung mit der Maus
- Familie Dr. Kleist
- In aller Freundschaft
- In aller Freundschaft – Die jungen Ärzte
- In aller Freundschaft – Die Krankenschwestern
- Küstenwache
- Lecker aufs Land (SWR, im Rahmen von Kaffee oder Tee)
- Notruf Hafenkante
- Polizeiruf 110
- Tatort
- Tierärztin Dr. Mertens
- Um Himmels Willen
- Weissensee

## Live-Audiodeskription im Fernsehen
Eine Bildbeschreibung für live ausgestrahlte Sendungen kann nicht voraufgezeichnet werden, stattdessen erklären die Sprecher das Geschehen (etwa ein Fußballspiel) für die Zuschauer. Dabei beschränken sie sich nicht immer nur auf die Vorgänge auf dem Rasen, sondern kommentieren mitunter Fernsehbilder aus dem Publikum, was für den Zuschauer einen gewissen Unterhaltungswert haben kann.
Im Jahr 2009 begann der Österreichische Rundfunk damit, Sportübertragungen mit einem „Live-Audiokommentar“ zu versehen. Nachdem zunächst nur Bundesliga-Spiele und Länderspiele der österreichischen Nationalmannschaft deskribiert wurden, dehnte der ORF die Berichterstattung auf immer mehr Sportarten aus, sodass mittlerweile ein großer Teil des Sportprogramms von ORF eins audiokommentiert wird. Der Live-Kommentar fand seither auch abseits von Sportübertragungen Verwendung, etwa bei der Heirat von Prinz William und Catherine Middleton oder bei Berichten aus dem Vatikan (Weihnachts- und Osterfeierlichkeiten).
Am 19. Januar 2013 wurde Wetten, dass..? erstmals mit einem Audiokommentar versehen.
ARD und ZDF gehen einen anderen Weg: Seit Herbst 2013 werden auch dort Audiodeskriptionen bei Fußballspielen gesendet. Allerdings greift man hier auf die Reportagen des ARD-Hörfunks zurück.

### Liste der regelmäßigen Sendungen mit Live-Audiodeskription
- Dancing Stars (ORF)
- Eurovision Song Contest (NDR & ORF)
- Dresdner Opernball (Mitteldeutscher Rundfunk)
- Immer wieder sonntags (Südwestrundfunk)
- Verstehen Sie Spaß? (Südwestrundfunk)
- ZDF-Fernsehgarten (ZDF)
- UEFA Champions League (ZDF)
- Länderspiele der österreichischen Fußballnationalmannschaft (ORF)
- Behindertensportmagazin (ORF SPORT +)
- Echo (NDR)
- Spiele der österreichischen Fußball-Bundesliga (ORF eins)
- Formel 1 (ORF)
- Vierschanzentournee (ORF)
- Skirennen aller alpinen Skiweltcups Rennen (ORF)
- wiederkehrende Großsportveranstaltungen im ORF: Olympische Sommerspiele, Fußball-Weltmeisterschaft, Fußball-Europameisterschaft, Nordische Skiweltmeisterschaften, Alpine Skiweltmeisterschaften
- Heilige Papstmessen aus Rom
- Blindpower

## Andere Nutzungsmöglichkeiten
Natürlich sind Audiodeskriptionen nicht nur im Fernsehen verwendbar. Sie lassen sich auch an bestimmten Orten nutzen, um etwa in einem Theater nicht nur die Dialoge der Schauspieler zu hören, sondern auch ihr Handeln auf der Bühne verfolgen zu können. Derartige Projekte werden meist mittels schwacher UKW-Sender umgesetzt. Diese sind nur in einem kleinen Radius zu empfangen und können mittels handelsüblicher Radiogeräte gehört werden. Auch für Sportveranstaltungen gibt es derartige Sender, deren Programm teilweise über Live-Stream im Internet gehört werden kann.
Besonders hier verwischen die Grenzen zwischen speziell für Blinde produziertem und „gewöhnlichem“ Fußballradio wie 90elf. Auch die Bundesligakonferenz im ARD-Hörfunk ist prinzipiell vergleichbar. Die Situation für den Hörer ist dieselbe: Er kann ein Fußballspiel nicht sehen, weshalb die Kommentatoren die Szenen besonders genau beschreiben.
Im Jahr 2011 zeigte der österreichische Modekonzern Palmers einen Werbespot, der u. a. mit dem Mittel der Audiodeskription arbeitete.